# Premi UNESCO Confucius
El Premi UNESCO Confucius té com a objectiu distingir les ONG, governs o persones que facin una tasca admirable en l'alfabetització a les zones rurals, amb especial cura de les nenes i dones.

## Sobre el premi
Anualment la UNESCO ret homenatge a l'excel·lència i la innovació a l'àrea de l'educació i alfabetització, per això la UNESCO i els Premis Internacionals d'Alfabetització busquen recolzar les pràctiques eficaces d'alfabetització i incentivar el desenvolupament de societats alfabetitzades i dinàmiques premiant projectes educatius desenvolupats per institucions, organitzacions i individus a tot el món.
Gràcies a la participació activa del govern de la República Popular Xina, el Premi UNESCO Confuci va ser creat el 2005. El nom d'aquest premi honra la memòria del famós pensador i mestre xinès Confuci.
El Premi UNESCO Confuci d'Alfabetització reconeix les activitats de particulars, governs, organismes governamentals i ONG que s'han destacat en l'alfabetització de joves i adults sense estudis bàsics finalitzats, en particular de les nenes i les dones, que viuen en zones rurals.

## Premi
Cadascun dels guanyadors rep una suma de 20.000 dòlars nord-americans, una medalla i un diploma. A més, el Premi Confucio ofereix la possibilitat de viatjar a la Xina, a fi d'estudiar sobre el terreny els projectes d'alfabetització que es duen a terme en aquest país.

## Organització
Cada any, la UNESCO convida als Estats membres i les ONG internacionals que mantenen relacions formals amb l'Organització al fet que presentin candidatures als Premis Internacionals d'Alfabetització. La selecció dels guanyadors és a càrrec d'un jurat internacional designat per la Directora General de la UNESCO, que es reuneix anualment a la Seu de l'Organització a París. Els premis solen lliurar-se en la cerimònia oficial de commemoració del Dia Internacional de l'Alfabetització (8 de setembre).

## Guanyadors
| Año  | Premiado                                                                                   | Proyecto | Nacionalidad   |
| ---- | ------------------------------------------------------------------------------------------ | --- | -------------- |
| 2015 | Col·legi Juan Luis Vives, Sonia Álvarez                                                    | Alfabetització de les persones privades de llibertat.[3]                                                                   | Xile           |
| 2012 | Departament d'Educació Superior i Educació d'Adultos                                       | Programa de educación no formal y continua                                                                                 | Bhutan         |
| 2012 | Fundació Transformemos Directors María Aurora Carrillo Rodolfo Ardila                      | Sistema Interactiu Transformemos Educando                                                                                  | Colòmbia       |
| 2012 | Directori d'Erradicació de l'Analfabetisme                                                 | Programa d'alfabetització i post alfabetització: Mitjans d'empoderament e integració socioeconòmica de les dones al Marroc | Marroc         |
| 2011 | Collectif Alpha UJUVI                                                                      | Programa Literatura per la Coexistència Pacífica de Comunitats i Bon Govern al Nord Kivu                                   | R.D. del Congo |
| 2011 | Room to Read                                                                               | Programa Promoció d'Igualtat de gènere i literatura a través de publicacions locals en Llenguatge                          | Estats Units   |
| 2011 | Dr Allah Bakhsh Malik, Secretari del Departament de Literatura i Educació bàsica No formal | Programa Educació i Destreses vocacionals en adults                                                                        | Pakistan       |
| 2010 | Centre per l'Educació No Formal                                                            | Campanya Nacional per la Literatura                                                                                        | Nepal          |
| 2010 | Governació d'Ismailia                                                                      | Dones per les famílies | Egipte         |
| 2010 | The Coalition of Women Farmers COWFA                                                       | Projecte Drets de la dona per la terra WOLAR                                                                               | Malawi         |
| 2009 | SERVE Afganistan                                                                           | Projecte Cap el Desenvolupament del Llenguatge Pashai                                                                      | Afganistan     |
| 2009 | Coordinació del Consell municipal de Literatura, municipi d'Agoo                           | Programa Educació Continua i Aprenentatge a llarg termini                                                                  | Filipines      |
| 2009 | Ministeri d'Educació del Regne de Bhutan                                                   | Programa Educació Contínua i No formal                                                                                     | Bhutan         |
| 2008 | Adult and Non-Formal Education Association ANFEAE                                          | NA | Etiòpia        |
| 2008 | Operation Upgrade                                                                          | | Sud-àfrica     |
| 2007 | Family Re-orientation Education and Empowerment FREE                                       | | Nigèria        |
| 2007 | Reach Out and Read                                                                         | | Estats Units   |
| 2006 | Ministeri d'Educació Nacional del Regne del Marroc                                         | | Marroc         |
| 2006 | Direcció d'Alfabetització i Educació Contínua del Rajashtan                                | | Índia          |